# John Archibald Venn
John Archibald Venn (* 10. November 1883; † 15. März 1958) war ein britischer Ökonom. Von 1932 bis zu seinem Tode war er Präsident des Queens’ College. Zudem war er von 1941 bis 1943 Vizekanzler der Cambridge University und Archivist dieser Universität. Auch war er zusammen mit seinem Vater John Venn Autor des Nachschlagewerkes Alumni Cantabrigienses.
Venn entstammte einer langen Linie von anglikanischen Geistlichen. Er wurde am Eastbourne College und am Trinity College ausgebildet.